# Marco Tizza
Marco Tizza (Giussano, 6 febbraio 1992) è un ciclista su strada italiano che corre per il team Wagner Bazin WB. È attivo in formazioni UCI dal 2015.
È fratello di Francesco Tizza, ciclista professionista dal 2007 al 2010.

## Carriera
Inizia a praticare ciclismo a 7 anni. All'ultimo anno da Under-23, il 2014, vince il Trofeo Città di Brescia e il Gran Premio Industria Commercio Artigianato Carnaghese con la MI Impianti-Remer-Guerciotti.
Nel 2015 passa alla squadra Continental Team Idea 2010, mentre nel 2016 corre per la D'Amico-Bottecchia e nel 2017 per la GM Europa Ovini. A 26 anni, nel 2018, si trasferisce alla Nippo-Vini Fantini, squadra Professional Continental, con la quale partecipa tra le altre alla Milano-Sanremo e al Giro di Lombardia, piazzandosi inoltre secondo alla Volta Limburg Classic e terzo al Trofeo Matteotti.
L'anno successivo, il 2019, torna di nuovo nel circuito Continental, con l'Amore & Vita, squadra con cui ottiene i primi successi in carriera nell'Europe Tour vincendo la terza tappa del Sibiu Cycling Tour e la quinta tappa della Volta a Portugal. L'anno dopo è ottavo al Trofeo Laigueglia e nono al Sibiu Cycling Tour, mentre nel 2021 è settimo al Grosser Preis des Kantons Aargau.

## Palmarès
- 2014 (MI Impianti-Remer-Guerciotti)

Trofeo Città di Brescia
Gran Premio Industria Commercio Artigianato Carnaghese
- 2019 (Amore & Vita, due vittorie)

3ª tappa Sibiu Cycling Tour (Sibiu > Păltiniș)
5ª tappa Volta a Portugal (Oliveira do Hospital > Guarda)

### Altri successi
- 2020

Challenge Liguria

## Piazzamenti

### Classiche monumento
- Milano-Sanremo

2018: 82º
- Liegi-Bastogne-Liegi

2022: 121º
2023: 95º
- Giro di Lombardia

2018: 92º
2023: 95º